# 列溫松-列斯辛加湖
74°30′N 98°36′E / 74.5°N 98.6°E
列溫松-列斯辛加湖（俄语：Озеро Левинсон-Лессинга），是俄羅斯的湖泊，位於該國中部，由克拉斯諾亞爾斯克邊疆區負責管轄，長12公里、寬3公里，面積25平方公里，海拔高度48米，集水區面積500平方公里，最大水深112米。